# Digitala Stadsmuseet

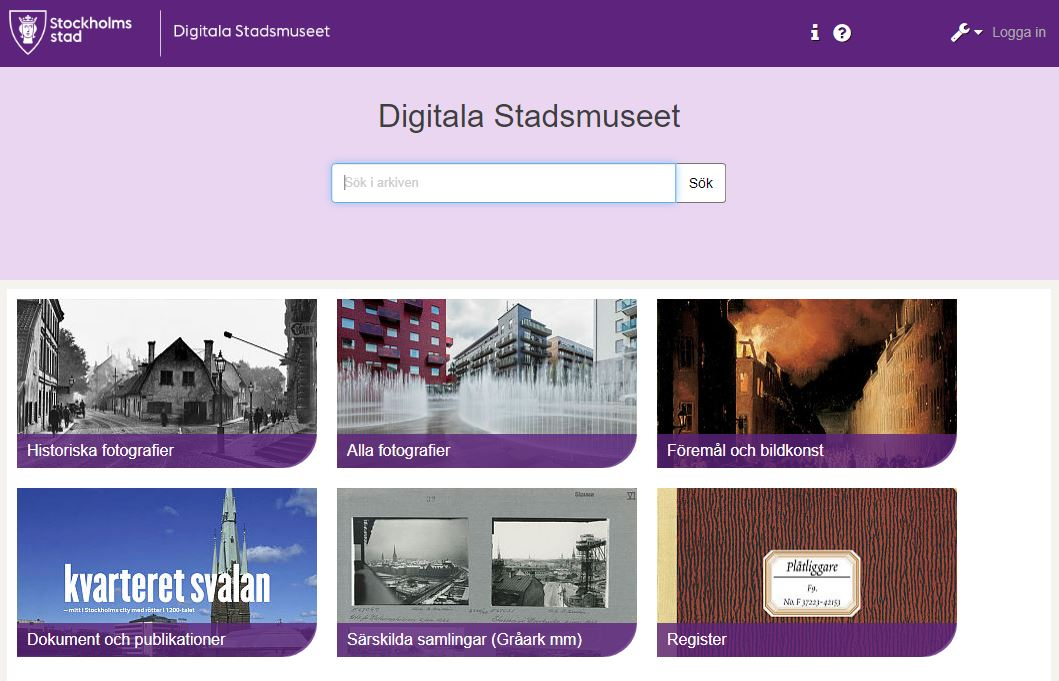
Digitala Stadsmuseet, startsida 2019.

Digitala Stadsmuseet är en webbplats som drivs sedan år 2012 av Stockholms stad genom Stadsmuseet i Stockholm. Syftet med webbplatsen är att tillgängliggöra Stadsmuseets fotografier, konstverk, texter och dokumentation för allmänheten. Materialet digitaliseras fortlöpande och kan laddas ner. Ett urval av dem finns även på Stockholmskällan.

## Fotografier

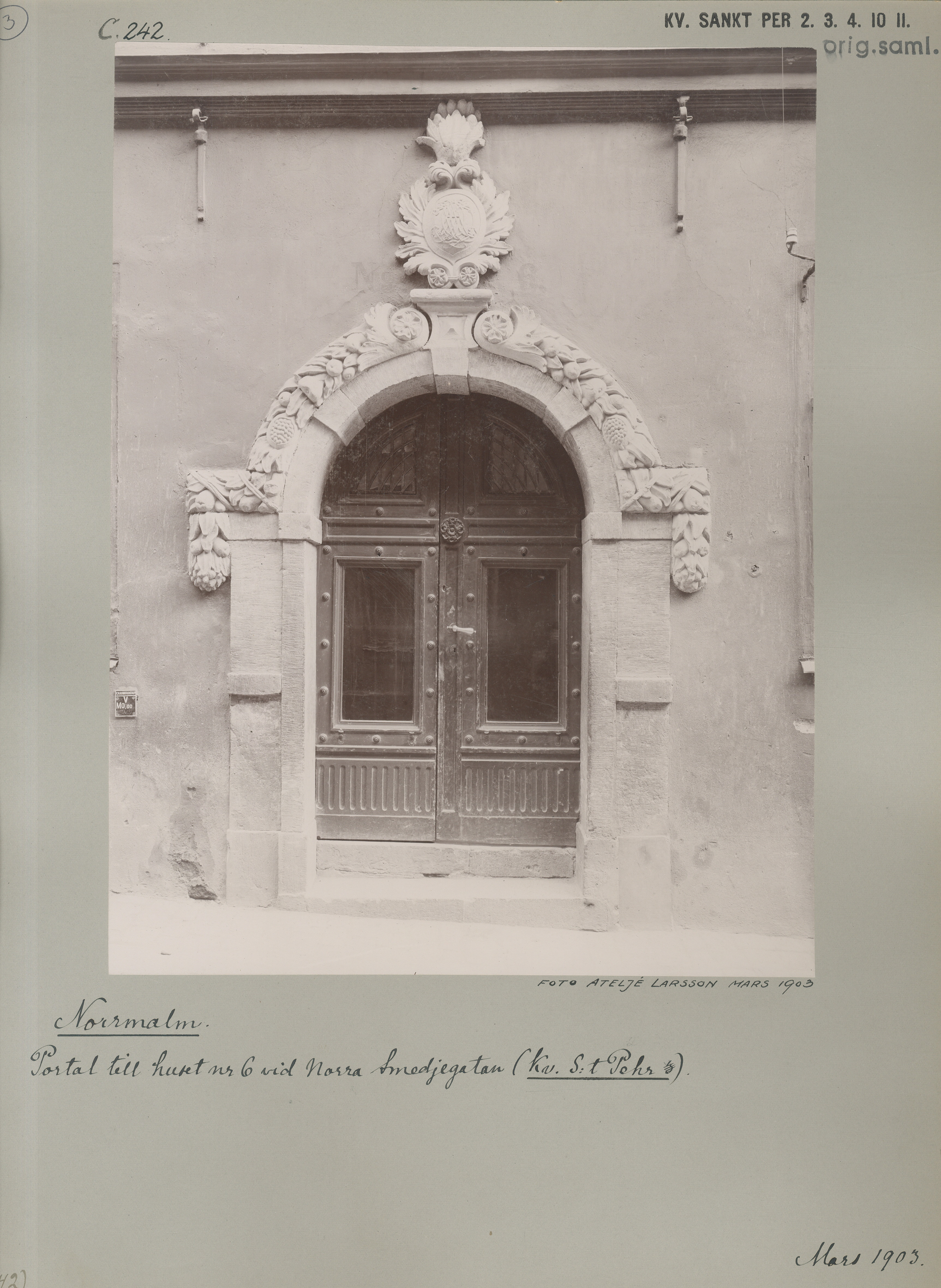
Exempel på "Gråark": Portal på Norra Smedjegatan 6, fotograf Larssons Ateljé.

Stadsmuseets fotografiska samlingar omfattar drygt fyra miljoner bilder: negativ av glas och plast, fotoalbum, diabilder och många andra fotografiska material från 1840-talet fram till idag. För närvarande (2019) finns omkring 57 500 fotografier tillgängliga på Digitala Stadsmuseet. 

## Gråark
Gråarksarkivet upprättades av Stadsmuseet från 1930-talet till slutet av 1990-talet. Syftet var att skapa en sammanställning av bildmaterial över Stockholm och ordna det geografiskt eller ämnesvis på stora ark. Namnet ”gråark” kommer från de gråfärgade pappark i format A4 på vilka fotografierna är monterade. Det finns totalt omkring 69 000 gråark, varav drygt 65 900 är för närvarande (2019) publicerade på Digitala stadsmuseet. På enskilda gråark kan det finnas ett eller flera fotografier.

## Föremål och bildkonst
Stadsmuseet har både stadshistoriska och byggnadshistoriska föremål och arkeologiska fynd i sina samlingar, exempelvis medeltida keramik, kakelugnar, dörrar, skyltar, leksaker och ett så udda föremål som elorgeln vilken tillhörde Marias enmansorkester. 
Konstsamlingen utgörs främst av bildkonst som belyser stadens utseende genom gatubilder och vyer, livet i stadens miljö genom scener och satirer, samt stadens invånare genom porträtt och karikatyrer. Tidsmässigt är motiven från 1500- till 1900-talet. Merparten av konstsamlingen utgörs av teckningar, akvareller och grafik. För närvarande (2022) finns över 320 000 avbildningar på föremål och bildkonst som löpande fylls på.

## Dokument och publikationer
Bland digitaliserade dokument och publikationer finns arkeologiska rapporter, byggnadsinventeringar, faktablad om ytterstaden, byggnadsvårdsråd, kulturhistoriska klassificeringar och Stadsmuseets rapportserier. 